# Saxifraga daqiaoensis
Saxifraga daqiaoensis ist eine Pflanzenart aus der Familie der Steinbrechgewächse (Saxifragaceae).

## Beschreibung
Saxifraga daqiaoensis ist eine ausdauernde Pflanze, die eine Wuchshöhe von 12 bis 18 cm erreicht. Als Überdauerungsorgan bildet sie ein relativ kurzes Rhizom. Der Stängel ist unbehaart. Die basalen Laubblätter stehen an 4 bis 13 cm langen Blattstielen, die Blattspreite ist 3 bis 6,4 × 3,8 bis 8 cm groß, schildförmig, nierenförmig oder kreisförmig. Sie sind dick lederig, die Spitze ist stumpf, die Basis herzförmig, der Rand ist schwach gezähnt oder nahezu ganzrandig. Die Blattoberseite ist schwach steifhaarig mit 4 mm langen Trichomen besetzt, die Blattunterseite ist unbehaart, aber braun gepunktet. Stängelblätter werden nur wenige gebildet, sie sind lanzettlich bis eiförmig und etwa 4 × 1 mm groß, der Rand ist drüsig bewimpert.
Die rispenförmigen Blütenstände werden 8 bis 17,5 cm hoch und bestehen aus 17 bis 27 Blüten. Die Verzweigungen des Blütenstandes sind jeweils 0,2 bis 0,5 cm lang, sind unbehaart und bestehen aus ein bis drei Blüten. Die Blütenstiele sind schlank, 0,2 bis 0,4 cm lang und unbehaart. Die fünf Kelchblätter sind schmal eiförmig, 4 × 1 mm groß, auf beiden Seiten und am Rand unbehaart, die Aderung ist unauffällig. Die fünf Kronblätter sind weiß. Drei von ihnen sind kürzer, dreieckig geformt, 3,5 bis 4 × etwa 2 mm groß, mit drei Adern durchzogen, mit runder bis herzförmiger Basis, einer spitzen bis kurz zugespitzten Spitze und einer etwa 1 mm großen Kralle versehen. Die anderen zwei Kronblätter sind linealisch, 18 bis 22 mm lang, 3 mm breit, dreiaderig und mit einer stückweise zu einer 2 mm langen Kralle verjüngten Basis und einer stumpfen Spitze versehen. Die Staubblätter sind 6 mm lang. Die zwei Fruchtblätter sind unterhalb des mittleren Teiles konisch geformt. Der Fruchtknoten ist epigyn, eiförmig und etwa 4 mm lang. Die Griffel sind auseinanderstrebend und etwa 1,6 mm lang.
Blütezeit liegt zwischen März und Mai.

## Vorkommen und Etymologie
Saxifraga daqiaoensis ist ausschließlich von Typusstandort in der chinesischen Provinz Guangdong bekannt. Sie wächst dort auf feuchten Steinen nahe einer Höhle im immergrünen, sekundären Wald in Kalkstein-Bergen in Höhenlagen von 150 bis 350 m.
Das Artepitheton ist vom Namen der Großgemeinde Daqiao abgeleitet, wo das Typusexemplar gefunden wurde.